# Agapetes angulata
Agapetes angulata là một loài thực vật có hoa trong họ Thạch nam. Loài này được (Griff.) Hook.f. mô tả khoa học đầu tiên năm 1876.